# 보비 캄포
보비 캠포(Bobby Campo, 1983년 3월 9일 ~ )는 미국의 배우이다.

## 출연 작품
- 언브로큰: 패스 투 리뎀션 (2018)
- 스크림 시즌2 (2016)
- 스크림 시즌1 (2015)
- 먹고 기도하고 죽여라 (2014)
- 스노우 브라이드 (2013)
- 어 컨버세이션 어바웃 치팅 위드 마이 타임 트래블링 퓨쳐 셀프 (2012)
- 제너럴 에듀케이션 (2012)
- 교령회: 소집 (2011)
- 퀸 (2011)
- 리걸리 브론디스 (2009)
- 파이널 데스티네이션 4 (2009)
- 그릭 1 (2007)
- 카트리나 (2007)
- 99 (2006)
- 뱀파이어 배트 (2005, Vampire Bats)